# Stefano Benigni
Stefano Benigni (Alzano Lombardo, 16 luglio 1987) è un politico italiano, dal 23 marzo 2018 deputato alla Camera per Forza Italia, di cui dal 12 dicembre 2022 al 31 maggio 2025 è stato Segretario di Forza Italia Giovani e dal 24 febbraio 2024 vicesegretario del partito.

## Biografia
Dopo aver conseguito la maturità scientifica ha frequentato l'indirizzo di "Commercio estero" presso l'Università degli Studi di Bergamo. Dal 2009 è iscritto all'albo dei promotori finanziari e dal 2011 è inoltre iscritto nel registro unico degli intermediari assicurativi. Lavora come consulente finanziario e si occupa di consulenza e promozione finanziaria in materia di investimenti di capitale. Per quattro anni consecutivi (2017-2020) è stato selezionato per partecipare alla competizione per i Bluerating Awards, la manifestazione organizzata da BLUE Financial Communication e riservata ai migliori consulenti finanziari italiani. Nel 2020 è stato premiato come miglior giovane consulente finanziario dell’anno ai Bluerating Awards.

## Attività politica

### Gli inizi
Sia in Forza Italia che nel Popolo della Libertà (PdL) militava nelle rispettive organizzazioni giovanili Forza Italia Giovani e Giovane Italia, in quest'ultima è stato coordinatore provinciale (fino al 2013) e coordinatore regionale in Lombardia (dal 27 aprile 2013).
Alle elezioni politiche del 2013 è stato candidato alla Camera dei deputati, tra le liste deL PdL nella circoscrizione Lombardia 2, ma senza risultare eletto.
Il 16 novembre 2013, con la sospensione delle attività del PdL, aderisce alla rinascita di Forza Italia da parte di Silvio Berlusconi, andando a rivestire l'incarico di coordinatore regionale in Lombardia della rinata organizzazione giovanile Forza Italia Giovani.

### Consigliere comunale di Bergamo
Alle elezioni amministrative del 2014 si candida al consiglio comunale di Bergamo, tra le liste di Forza Italia a sostegno del sindaco uscente Franco Tentorio, venendo eletto consigliere comunale con 237 preferenze, dove ha fatto parte della prima commissione permanente Affari generali, decentramento, commercio, vigilanza urbana, bilanci, tributi, provveditorato, aziende speciali e società partecipate, oltre ad essere membro del Consiglio Nazionale dell'ANCI (Associazione Nazionale Comuni Italiani).
Nell'ottobre 2015 viene eletto per acclamazione coordinatore cittadino di Forza Italia a Bergamo, durante il congresso battendo Desilia Boccardo, già consigliere comunale e sindaco di Bonate Sopra.

### Elezione a deputato
Alle elezioni politiche del 2018 viene candidato alla Camera dei deputati nel collegio uninominale Lombardia 3 - 05 (Bergamo), sostenuto dalla coalizione di centro-destra in quota Forza Italia, venendo eletto deputato con il 45,55% dei voti superando i candidati del centro-sinistra, in quota Partito Democratico, Elena Carnevali (30,42%) e del Movimento 5 Stelle Guia Termini (17,44%). Nel corso della XVIII legislatura ha fatto parte della 6ª Commissione Finanze (2018-2020), della 5ª Commissione Bilancio, tesoro e programmazione (2020; 2021) e della 10ª Commissione Attività produttive, commercio e turismo (2020-2021; 2021-2022).
Il 7 agosto 2019 è tra i fondatori di Cambiamo!, nuovo partito di Giovanni Toti, che il 9 settembre abbandona il gruppo parlamentare di Forza Italia per aderire due giorni dopo alla componente nel gruppo misto “Cambiamo!-Dieci volte meglio” con altri colleghi ex forzisti, tra cui Alessandro Sorte. Il 18 dicembre dello stesso anno aderisce, assieme ai deputati di Cambiamo!, alla componente nel misto "Noi con l'Italia-USEI-Cambiamo!-Alleanza di Centro".
Il 16 febbraio 2021 aderisce alla componente nel misto "Cambiamo!-Popolo Protagonista". Il 27 maggio seguente Benigni decide di non aderire a Coraggio Italia, nuovo partito fondato dal sindaco di Venezia Luigi Brugnaro insieme a Toti.
Il 16 maggio 2022, durante un convegno organizzato a Treviglio, viene annunciato da Sorte (precedentemente rientrato in Forza Italia) il suo rientro nel partito.

### Rielezione alla Camera
Alle elezioni politiche anticipate del 2022 viene ricandidato alla Camera, tra le liste di Forza Italia nel collegio plurinominale Lombardia 2 - 02, venendo rieletto a Montecitorio. Nella XIX legislatura è membro e capogruppo di Forza Italia nella 12ª Commissione Affari sociali, oltre a ricoprire, dal 4 aprile 2023, l'incarico di tesoriere del gruppo parlamentare di Forza Italia "Forza Italia-Berlusconi Presidente-PPE" alla Camera e, dal 18 settembre 2024, segretario della controversa Commissione parlamentare d'inchiesta sull'emergenza sanitaria epidemiologica da SARS-CoV-2.
Il 12 dicembre 2022 viene nominato da Berlusconi coordinatore nazionale di Forza Italia Giovani. Nel maggio 2025 gli succede Simone Leoni.
Il 24 febbraio 2024, nel corso del primo congresso del partito, viene eletto vicesegretario di Forza Italia.